# Olga Krysjtanovskaja
Olga Viktorovna Krysjtanovskaja (ryska: Ольга Викторовна Крыштановская), född 1954 är en rysk sociolog och föreståndare för Department of Elite Studies, Institute of Sociology, Russian Academy of Sciences, i Moskva.